# Labium multiarticulatum
Labium multiarticulatum là một loài tò vò trong họ Ichneumonidae.